# Вениамин Печерский
Вениамин Печерский (XIII—XIV века, Киев) — православный святой, монах Печерского монастыря. Преподобный. Память 10 сентября и 26 октября.
О жизни преподобного Вениамина известно из эпитафии на аркосольной иконе. Она сообщает, что до пострижения преподобный был богатым купцом. Во время богослужения он услышал слова Евангелия, что богатому трудно войти в Царство Небесное: «Яко неудобь богатый внидет в Царствие Небесное» (Мф. 19, 23), после чего раздал всё своё имущество нищим и принял пострижение в Печерском монастыре. Он до самой смерти «угождал Господу Богу» постом, молитвой, нищетой и послушанием.
Его мощи покоятся в Дальних пещерах.